# Rostvingad tinamo
Rostvingad tinamo (Rhynchotus rufescens) är en fågel i familjen tinamoer inom ordningen tinamofåglar.

## Utseende och läte
Rostvingad tinamo är distinkt tecknad med tätt tvärbandad kropp, orangeaktig hals och mörkbrun hjässa som den kan resa som en tofs. I flykten syns rostfärgade vingar. Sången som kan höras hela dagen består av ett fallande och upprepat "tchirip, ju ju ju".

## Utbredning och systematik
Rostvingad tinamo delas in i tre underarter med följande utbredning:
- R. r. catingae – centrala och nordöstra Brasilien
- R. r. rufescens – sydöstra Peru till Bolivia, östra Paraguay, sydöstra Brasilien och nordöstra Argentina
- R. r. pallescens – norra Argentina (östra Formosa till Río Negro)

## Levnadssätt
Rostvingad tinamo hittas i fuktiga gräsmarker, savann och betesmarker. Den är ofta utsatt för hårt jakttryck och är därför mycket skygg. Den tar ogärna till vingarna.

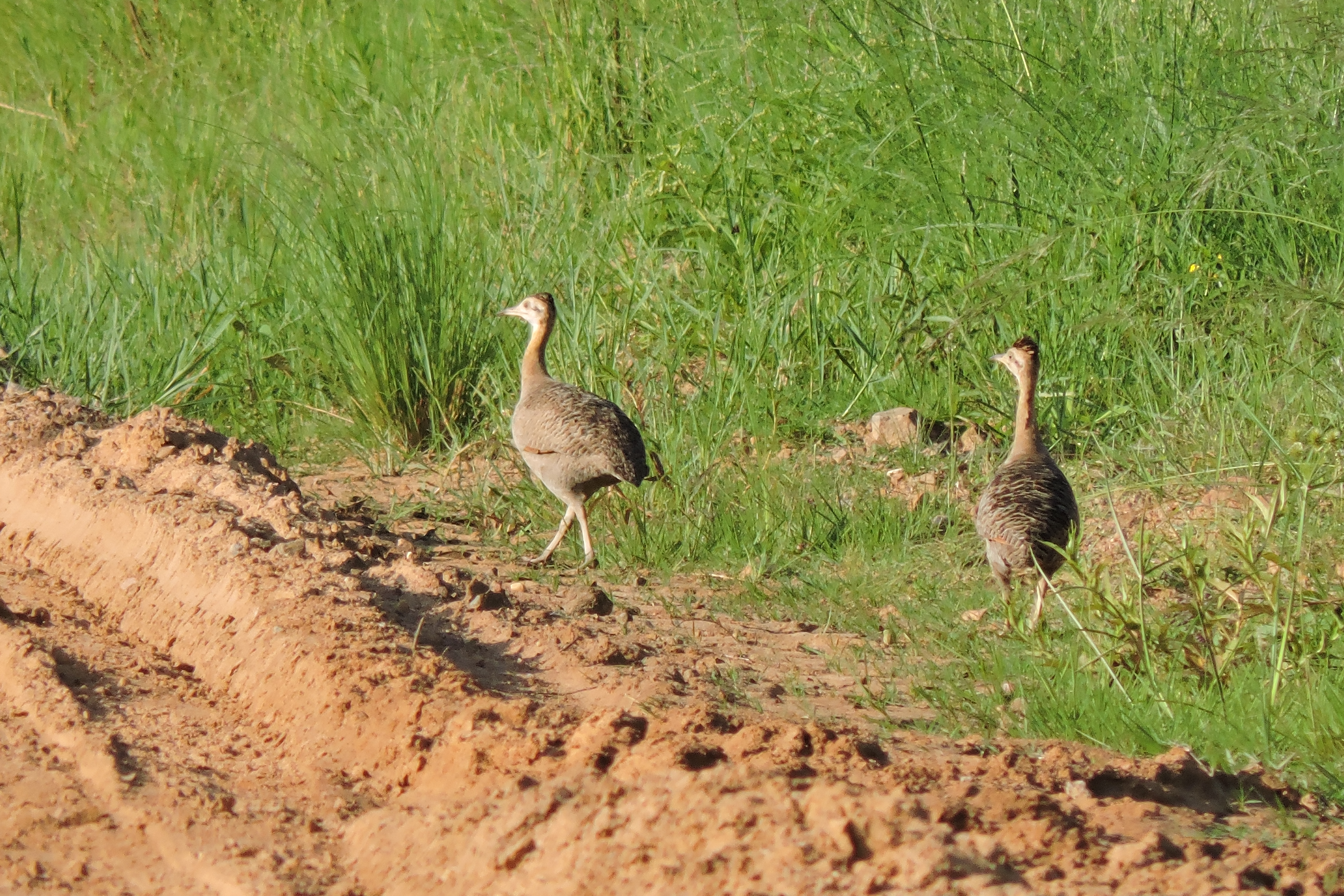

## Status och hot
Arten har ett stort utbredningsområde, men tros minska i antal, dock inte tillräckligt kraftigt för att den ska betraktas som hotad. Internationella naturvårdsunionen IUCN listar arten som livskraftig (LC).